# Tercera Coalició
La Tercera Coalició fou un tractat signat l'abril de 1805 pel Regne Unit i Rússia per expulsar dels Països Baixos i de Suïssa els francesos de la Primera República. L'Arxiducat d'Àustria es va unir a Tercera Coalició després de l'annexió francesa de la república de Gènova i la proclamació de Napoleó com a rei d'Itàlia.

## Antecedents
El desembre de 1804, un acord anglo-suec va portar a la creació de la Tercera Coalició. Napoleó Bonaparte va planejar envair les Illes Britàniques reunint la Grande Armée, de 180.000 soldats a Boulogne-sur-Mer. No obstant això per poder portar a terme aquesta acció necessitava aconseguir abans la superioritat naval o almenys allunyar a la flota britànica del Canal de la Mànega.
Es va elaborar un complex pla per a distreure els britànics, amenaçant les seves possessions a les Illes del Carib. El 14 de desembre de 1804 Espanya declara la guerra a Anglaterra i al començament del 1805 l'esquadra francesa de Toló s'uní a l'espanyola i navegà fins a les Antilles amb la intenció d'allunyar la flota anglesa d'Europa. Els continus conflictes navals i colonials, incloent l'anomenada Acció de 1805, on tres vaixells francesos van atacar un navili i un vaixell de càrrega britànic, van marcar la tònica durant uns mesos. Això era també un clar senyal de la nova naturalesa de la guerra. Els conflictes en el Carib podien tenir un efecte immediat i directe sobre el conflicte europeu, un signe que les Guerres Napoleòniques havien arribat a un punt en el qual s'havien convertit en una guerra mundial. L'únic precedent d'un conflicte tan ampli i a tal escala va ser la Guerra dels Set Anys.

## Fracassen els plans d'invasió d'Anglaterra

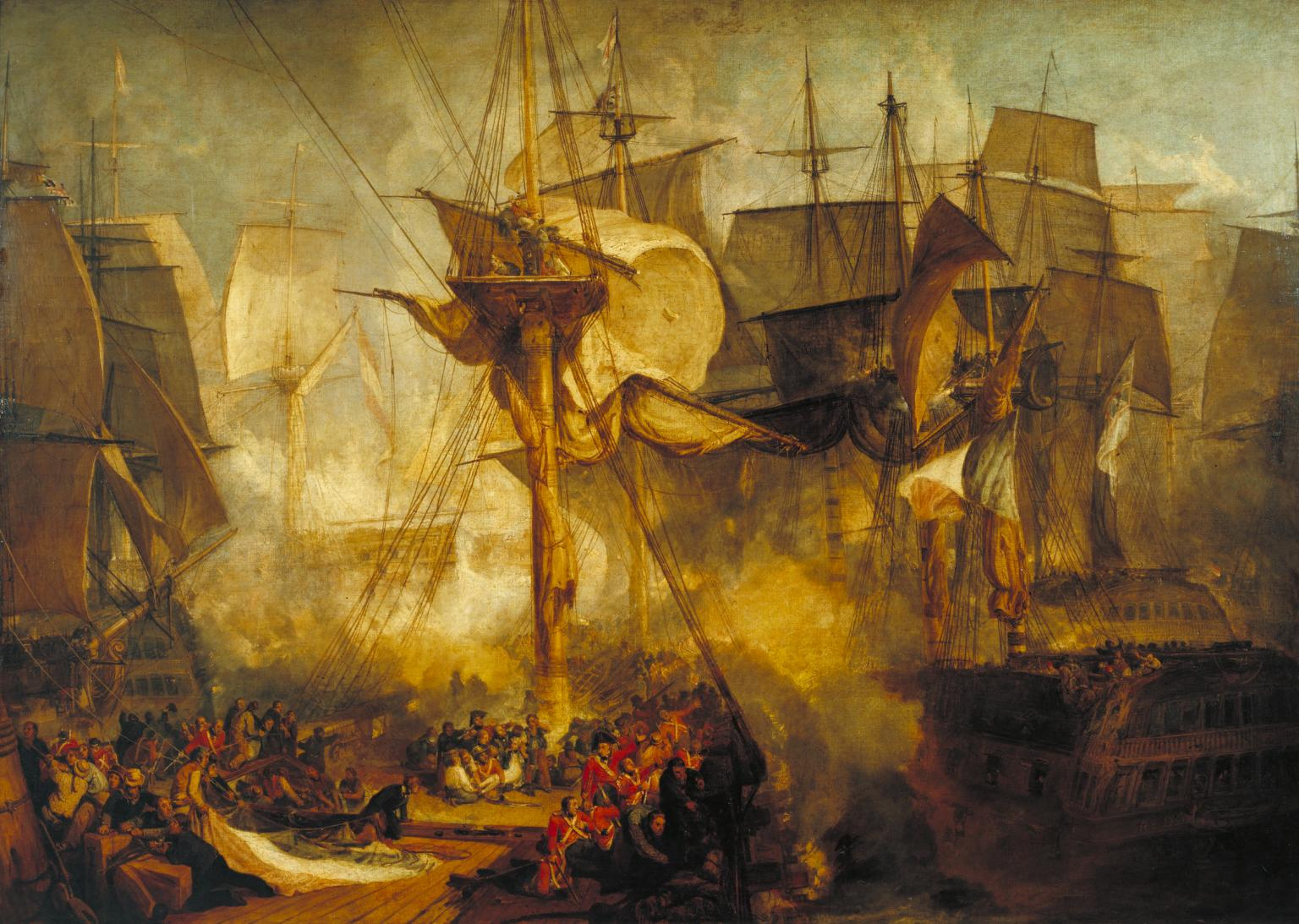
Batalla de Trafalgar, pintura de Turner de 1806

El pla de distracció de la flota britànica va fallar quan la flota franco-espanyola, comandada per l'almirall Pierre-Charles Villeneuve, ja de retorn de les antilles es va retirar després d'una acció poc decidida el juliol a la Batalla del Cap Finisterre el 22 de juliol de 1805. Villeveuve es va veure bloquejat a Cadis per Nelson. Després d'aquest contratemps, Napoleó va abandonar (encara que no va oblidar) els seus plans per a envair les Illes Britàniques, i va centrar la seva atenció als seus enemics en el continent europeu.

## L'atac austríac sobre Alsàcia
Els austríacs van començar la guerra envaint Baviera, creuant el riu Inn sota comandament de l'arxiduc Ferran i del general Karl Mack von Leiberich amb un exèrcit d'uns 70.000 homes. El 8 de setembre de 1805 l'elector de Baviera va fugir, i les seves tropes sota comandament del general Karl Philipp von Wrede foren desfetes a Iglau i a Jehlava.

## Contraatac francès
L'exèrcit francès va deixar Boulogne. Es van transportar els 150.000 homes i 400 canons i altre material fins a Alsàcia dividits en set cossos d'exèrcit i una reserva de cavalleria dirigida per Joachim Murat, la guàrdia imperial (700 soldats) i els granaders de Nicolas Charles Oudinot. Va passar per Suàbia per envoltar al general Mack i el 3 d'octubre va creuar el territori prussià d'Ansbach a la Francònia, violant la neutralitat de Prússia, guanyant la batalla de Donauworth el 6 d'octubre i creuant el Danubi.
Els set exèrcits francesos es van col·locar: el primer, dirigit per Jean Baptiste Jules Bernadotte, a Hannover; el segon, dirigit per Marmont, als Països Baixos; el tercer dirigit per Louis Nicolas Davout, el quart dirigit per Nicolas Jean de Dieu Soult, el cinquè dirigit per Jean Lannes, el sisè dirigit per Michel Ney, a Baviera i el setè, dirigit per Pierre François Charles Augereau, a Brest.
Els sobirans de Baden, Württemberg i Hesse-Darmstadt es van retirar amb les seves forces cap a Würzburg i Bamberg per unir-se a les forces bavareses i esperar als francesos. Ney, Murat i Lannes es van concentrar prop d'Ulm i Meningen. Soult va pujar pel riu Lech cap Augsburg i Davout es va quedar a Aichach, formant la rereguarda. Bernardotte i Marmont van marxar des d'Ingolstadt cap a Múnic, on es dirigien també tropes russes comandades per Mikhail Illarionovitch Golenichtchev-Koutousov que venien en ajuda d'Àustria.
Els francesos van obtenir la victòria en la batalla de Wertingen el 8 d'octubre i en la batalla de Günzburg el 9 d'octubre ocupant Augsburg sense resistència el 10 d'octubre. Ney va avançar cap a Ulm, però va trobar resistència a Hoslauh l'11 d'octubre i es va haver de retirar deixant lliure el camp al nord d'Ulm als austríacs, i el 12 d'octubre fou ocupada la ciutat de Múnic, mentre que els austríacs van avançar l'endemà cap a Nordlingen. Napoleó llavors va fer convergir Soult, Marmont i Lannes cap al nord d'Ulm, i Ney va ocupar Elchingen el dia 14 d'octubre i així va encerclar completament els trenta mil austríacs dirigits per Mack mentre l'arxiduc Ferran va poder allunyar-se pel nord abans que l'encerclament fos complet. Ulm fou bombardejada el 16 d'octubre i Mack va capitular el 17 d'octubre sortint de la ciutat el 20 d'octubre.

## La Batalla de Trafalgar
La flota combinada francesa i espanyola que havia quedat atrapada a Cadis va sortir de nou el 19 d'octubre amb destinació a Nàpols. La flota va ser vençuda i capturada a la batalla de Trafalgar el 21 d'octubre per l'armada britànica al comandament d'Horatio Nelson. Napoleó havia enviat plans diferents a Pierre-Charles Villeneuve, però aquest va vacil·lar constantment i al seguir el pla inicial va acabar patint aquesta desfeta desastrosa de les flotes espanyoles i franceses.

## La Batalla d'Austerlitz
Al front sud el general francès André Masséna va aturar a l'arxiduc Carles al riu Adiggio, al riu Piave i al riu Tagliamento i el cos del general Saint Cyr va desfer al príncep Rohan Subise a Castelfranco Veneto. El 30 d'octubre els francesos van derrotar a l'arxiduc Carles a la batalla de Caldiero. Ney va ocupar Innsbruck i va avançar cap al riu Adiggio per contactar amb el general Massena. Els austríacs van obtenir una victòria a Strubpass a Baviera el 2 i 3 de novembre, i aquest darrer dia Prússia va entrar a la tercera coalició que Anglaterra i Rússia havien organitzat l'11 d'abril de 1805. El 5 de novembre Napoleó va guanyar a l'arxiduc Ferran la batalla de l'Enns i el francès Mortier va desfer als russos (dirigits per Kutusov) a Durnstein l'11 de novembre. El 13 de novembre de 1805 Napoleó va entrar a Viena mentre les tropes austríaques i russes es reunien a Moràvia.

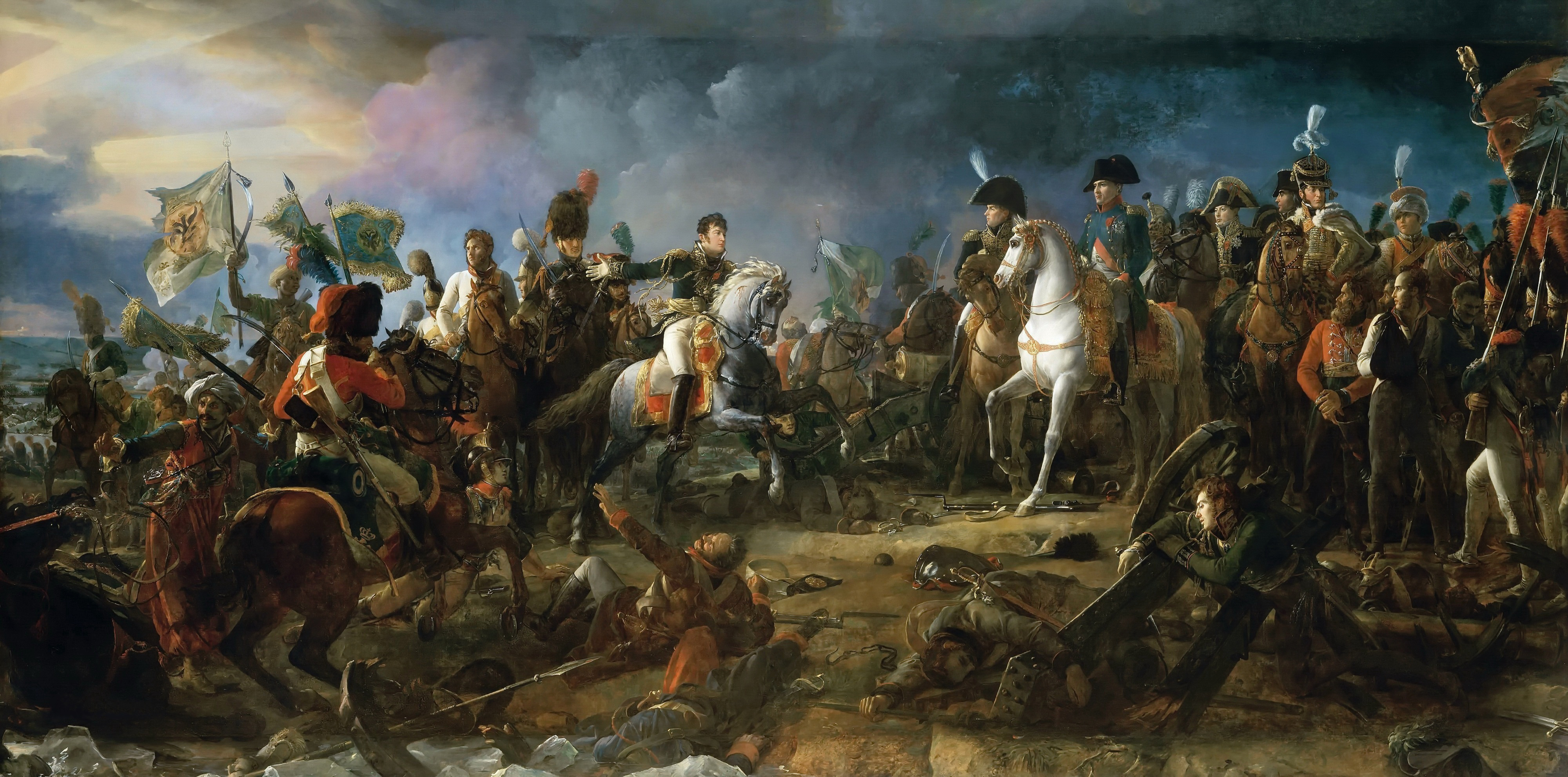
Batalla d'Austerlitz (1805)

Al Vèneto, Massena va ocupar la regió i l'arxiduc Carles es va retirar cap a Moràvia per reunir-se a la resta de l'exèrcit austríac i als exèrcits russos de Kutusov i de Buxhowden. El 2 de desembre el russos, reforçats amb quinze mil austríacs van presentar batalla als francesos a la batalla d'Austerlitz en la que Napoleó va obtenir una victòria decisiva just en l'aniversari de la seva coronació.

## El final de la guerra
El 6 de desembre els austríacs van demanar l'armistici i es va permetre la retirada dels russos. Un primer tractat es va signar entre Àustria, Baden i França pel qual l'elector de Baden va rebre Brisgòvia, Friburg, Baar, Villingen, Ortenau, Sainkt Blasien, Borndorf i la ciutat de Constança (10 de desembre de 1805).
El 12 de desembre es va signar un altre tractat entre Àustria, França i Württemberg, i Württemberg va rebre Oberndorf, Hofn, el comtat de Hohenberg (territoris de l'anomenada Suàbia austríaca, que així va passar a Württemberg) i una part de Brisgòvia, i a més l'elector de Württemberg rebria el títol de rei i Nekarsulm, territori de l'Orde Teutònic (que s'havia pactat que quedava secularitzada) mentre que la resta del territori de l'Ordre va passar a l'expropiat comte de Brisgòvia).
El tractat amb Prússia es va signar el dia 15 de desembre de 1805 a Schoenbrunn i Prússia va rebre la sobirania de Hannover, que seguiria sota ocupació francesa, i cediria Ansbach i Bayreuth a Baviera, i Cleèveris amb la fortalesa de Wessel, i Neuemburg o Neuchâtel a França. El 16 de desembre els francesos entraren a Udine i després a la Regió d'Ístria.
El dia 20 de desembre es va fer el tractat entre França i Baviera pel qual aquesta darrera va rebre els bisbats secularitzats d'Eichstadt i Passau (que abans pertanyien a l'elector de Salzburg) i els territoris austríacs de Tirol, Vorarlberg i Augsburg i Brixen; el duc de Baviera va rebre el títol de rei (a més d'Ansbach i Bayreuth que li va cedir Prússia); la sort de Würzburg va restar pendent si bé hi havia un acord preliminar segons el qual Baviera cediria aquest territori a Àustria.
Finalment el tractat de Pressburg entre Àustria i França es va signar el dia 26 de desembre de 1805, i per aquest tractat, i va significar la definitiva desaparició del Sacre Imperi Romanogermànic. Àustria va rebre Salzburg (menys Eichstadt i Passau, que van passar a Baviera; l'elector de Salzburg fou compensat a la cessió de les ciutats imperials de Frankfurt i Wetzlar amb el títol de gran duc elector de Frankfurt), i renunciava als bisbats d'Augsburg, Brixen, al Tirol i al Voralberg que van passar a Baviera; a la Suàbia austríaca i part de Brisgòvia que va passar a Württemberg; i als territoris austríacs assignats a Baden; a més reconeixia com a reis als sobirans de Baviera i de Württemberg. A França li cedia el Venet, Istria i Dalmàcia. Aquest tractat va permetre l'ocupació de total la Dalmàcia (inclòs la República de Ragusa) de la que fou nomenat governador Vicenç Dandolo (1805-1809).

## Invasió de Nàpols
Volent mantenir les coses tranquil·les al sud d'Itàlia, Napoleó Bonaparte i Ferran I de les Dues Sicílies van signar el tractat d'Amiens en 1803 que especificava que els francesos evacuarien Pulla i a canvi, el Regne de Nàpols s'havia de mantenir neutral en la imminent Guerra de la Tercera Coalició. Tan aviat com la força ocupant francesa havia marxat, Ferran va acollir exèrcits britànics i russos al seu regne.
El gener de 1806 un exèrcit francès dirigit pel mariscal André Masséna va marxar des del nord d'Itàlia cap al Regne de Nàpols, governat pel rei Ferran IV, vençut a la batalla de Campo Tenese i desintegrat ràpidament. La invasió va acabar amb èxit malgrat alguns contratemps, incloent el llarg setge de Gaeta, la victòria britànica a la batalla de Maida i una obstinada guerra de guerrilles per part de la pagesia contra els francesos. L'èxit total va eludir els francesos perquè Ferran es va retirar al seu domini a Sicília on estava protegit per la Royal Navy i una guarnició de l'Exèrcit Britànic. El 1806 l'emperador Napoleó va designar com a rei al seu germà Josep Bonaparte com a rei.